# Давидов Михайло Іванович
Давидов Михайло Іванович (11 жовтня 1947 , Конотоп, Сумська область  — 8 лютого 2025 ) — радянський та російський хірург-онколог, академік Російської академії наук. Лауреат державних премій Російської Федерації. Доктор медичних наук, професор, член Міжнародного, Американсського та Європейського товариств хирургів. Вперше здійснив операції на судинах з пластикою порожнистої вени, аорти, легеневої артерії, комбіновану резекцію стравоходу. Зробив вагомий внесок у розвиток хірургії пухлин грудної порожнини. Запропонував методи хірургічного лікування раку стравоходу, шлунка, легенів.

## Біографія
Михайло Давидов народився 11 жовтня 1947 року в м. Конотоп Сумської області, де виріс і закінчив школу.
У 1966 році закінчив Київське суворовське військове училище. Потім відслужив три роки у повітрянодесантних військах.
З 1970 по 1975 роки навчався у 1-му Московському медичному інституті імені Сеченова, а потім закінчував ординатуру (1975–1977) та аспірантуру (1977–1980) в онкологічному науковому центрі ім. Блохіна.
У 1980 році захистив дисертацію для здобуття наукового ступеня кандидата наук.
У 1986 році Михайло Давидов став провідним науковим співробітником торакального відділення центру.
У 1988 році захистив дисертацію для здобуття наукового ступеня доктора наук.
З 1988 року по теперішній час завідує відділенням торакоабдомінальної онкології.
З 1992 року по теперішній час — директор НДІ ДО РОНЦ імені Н. Н. Блохіна РАМН, з 2001 року по теперішній час — директор РОНЦ імені Н. Н. Блохіна РАМН. Головний онколог Медичного центру Управління справами Президента РФ.
22 червня 2009 року Президент України Віктор Ющенко нагородив Михайло Давидова орденом «За заслуги» III ступеня.
11 жовтня 2013 року на його честь було названо Конотопську центральну районну лікарню.
Жив і працював в м. Москва.

## Найбільш важливі наукові публікації
- «Хірургічне і комбіноване лікування раку середньої та нижньої третини стравоходу» (1983)
- «Хірургічне лікування раку стравоходу після неефективної променевої терапії» (1985)
- «Методика обхідного стравохідно-шлункового анастомозу при кардиоэзофагеальном раку» (1986)
- «Операція Льюїса в хірургічному та комбінованому лікуванні раку стравоходу» (1986)
- «Одномоментні операції на стравоході при раку середньо — і нижнегрудного відділів з високим внутриплевральное анастомозом» (1987)
- «Занурювальний антирефлюксный стравохідно-шлунковий анастомоз при операціях з приводу раку проксимального відділу шлунка і грудного відділу стравоходу» (1987) *"Профілактика неспроможності швів внутрішньогрудних стравохідно-шлункових анастомозів" (1988)
- «Сучасні аспекти лікування раку стравоходу» (1989)
- «Операції Гэрлока при раку стравоходу» (1990)
- «Сучасні аспекти хірургічного лікування кардиоэзофагеального раку» (1992)
- «Досвід хірургічного лікування недрібноклітинного раку легені» (1991)
- «Surgical Aspects in the Treatment of Esophageal Cancer» (1992)
- «Gastric Esophagoplasty for Esophageal Carcmoma» (1992)
- «Сучасні аспекти хірургічного лікування кардиоэзофагеального раку» (1992)
- «Хірургічне і комбіноване лікування місцеворозповсюдженого кардиоэзофагеального раку» (1992)
- «Новий спосіб трахеального анастомозу в дитячій онкології. Перший досвід» (1993)
- «Досвід тотальної і субтотальної пластики трахеї при раку трахеї і стравоходу (демонстрація хворого)» (1993)
- «Нові аспекти комбінованого лікування недрібноклітинного раку легені: механізм, реалізація, ефект» (1994)
- «Біохімічні показники в комплексній діагностиці раку легені» (1994)
- «Шунтуючі операції як альтернатива свищевым операціями при поширеному кардиоэзофагеальном раку» (1995)
- «Лімфодисекція у хворих на рак проксимального відділу шлунка» (1995)
- «Значимість показників ДНК-плоїдності пухлинних клітин у прогнозуванні перебігу раку легені» (1995)
- «Хірургічне допомога при раку стравоходу з формуванням нориць» (1997)
- «Хірургічне лікування нерезектабельного кардиоэзофагеального раку» (1997)
- «Трансстернальный доступ при операціях з приводу раку легені» (1997)
- «Успіхи і невдачі „молекулярної хірургії“ раку легені» (1997)

## Хобі та захоплення
Михайло Давидов — майстер спорту з боксу, залишив ринг в 21 рік.
Під час служби в десантних військах багато разів стрибав з парашутом.
Затятий мисливець.
В юності одержав музичну освіту. Любить музику, надає перевагу класичній і ретро музиці.

## Родина
- Батько — Давидов Іван Іванович (1922—1985).
- Мати — Давидова Асмар Тамразовна (1926 р. нар.).
- Дружина — Зборівська Ірина Борисівна (1952 р. нар.).
- Син — Давидов Михайло Михайлович (1985 р. нар.).